# Хасидська синагога (Донецьк)
Синагога хасидів в Донецьку, повна назва Донецька Синагога ребе Бейт Менахем-Менделя — синагога в Донецьку, вул. Жовтнева 36.
Побудована у 1910-19 рр. на вул. 4-ї Лінії після того, як віруючі перестали вміщатися в маленькій синагозі і у молитовному будинку. Богослужіння проходили тут у 1920-31 рр., пізніше будівлю націоналізували.
Наприкінці вісімдесятих будівлю синагоги було повернуто єврейській громаді.